# Luxemburgisch-osttimoresische Beziehungen
Die Luxemburgisch-osttimoresische Beziehungen beschreiben das zwischenstaatliche Verhältnis von Luxemburg und Osttimor.

## Geschichte
Mit der TIMOR ORIENTAL a.s.b.l. gab es in Luxemburg eine Nichtregierungsorganisation, die sich für die Unabhängigkeit Osttimors von Indonesien einsetzte.
1999 überwies Luxemburg dem Treuhandfonds der Vereinten Nationen drei Millionen Luxemburgische Francs für die Organisation des Unabhängigkeitsreferendums in Osttimor. Während der Osttimorkrise im September 1999 wurden 15 Millionen US-Dollar  für humanitäre Hilfe in Osttimor und 15 Millionen US-Dollar für die Aktivitäten der Internationalen Streitkräfte Osttimor (INTERFET) bereitgestellt. Auch 2001 gehörte Osttimor zu den „Projektländern“ für luxemburgische Entwicklungshilfe. 2001–2002 wurden für den Bereich Gesundheit 620.000 Euro zur Verfügung gestellt. Ein Projekt wurde beim Besuch von Außenminister José Ramos-Horta in Luxemburg im Dezember 2000 vereinbart.
Am 27. September 2007 nahmen Osttimor und Luxemburg in New York diplomatische Beziehungen auf.

## Diplomatie
Osttimor unterhält keine diplomatische Vertretung in Luxemburg. Zuständig ist der osttimoresische Botschafter in Brüssel.

## Wirtschaft
Für 2018 gibt das Statistische Amt Osttimors keine Handelsbeziehungen zwischen Osttimor und Luxemburg an.

## Einreisebestimmungen
Staatsbürger Osttimors sind von der Visapflicht für die Schengenstaaten befreit. Auch luxemburgische Staatsbürger genießen Visafreiheit in Osttimor.